# 錯聽
錯聽或幻聽是聽覺上的錯覺或幻覺。聽者的耳、大腦察覺到客觀上不存在、或不可能出現的聲音。如同錯視，錯聽也不必然是聆聽者本身患有生理或心理上的疾病。某些相似的音高會迷惑聽覺系統，導致錯聽的產生。Shepard音即為一例。

## 型態

### 消失的基頻
把一個音的基頻移除，保留其一部分的泛音列。聽者仍能聽到那個消失的音高。原因在於大腦對一個音的聽覺刺激，不只是那個音高的基頻，也同時包括那個音高的泛音。因此，我們會從一個音的泛音，聽到那個音的基頻，雖然音色或音質可能稍有不同。

### 音訊壓縮還原
多媒體上的音訊壓縮與還原，即使是失真壓縮（lossy compression），還原後也聽不出差異。

### 雙聲道拍頻
雙聲道拍頻（Binaural beats）是Heinrich Wilhelm Dove在1839年發現的一種人造幻音，可以喚起人腦對特定生理刺激的感知。當兩種頻率十分接近的音，分別輸入左耳和右耳時，會聽到低頻的脈衝音。輸入的頻率必須在20－1500赫茲之間，兩頻率也必須相當接近（其差值約小於30赫茲），才聽得到這種脈衝的拍頻。

### Deutsch音階錯覺
Deutsch音階錯覺 (Deutsch's scale illusion）是Diana Deutsch於1973年發現的一種錯覺。把兩段頻率接近的音階，交錯輸入兩耳時, 會聽到交錯前的音階。例如：使左耳聽（音名）C'－D－A－F－－A－D－C'；使右耳聽C－B－E－G－－E－B－C。則雙耳聽到的是C'－B－A－G－－A－B－C'，以及C－D－E－F－－E－D－C。

### 滑音幻覺
滑音幻覺（glissando illusion）是Diana Deutsch在1995年發表的一種幻覺。當一個固定音高的音，例如由合成器發出一個雙簧管音，配上一個向上和向下滑音的正弦波，再讓它們在兩個揚聲器之間交替出現。換言之，雙簧管的聲音在兩個揚聲器之間來回的移動，正弦波也隨著滑音一同移動。慣用右手的人常常聽到的效果是：滑音的音高由下往上，伴隨聲音由左向右移；反之，音高由上往下，伴隨聲音左移。左撇子則得到不一樣的幻覺。

### 連續音錯覺

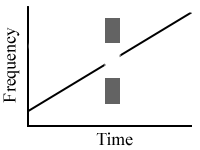
連續音錯覺的示意圖。斜線代表一段上升音被雜音（灰色粗直線段）打斷。

連續音錯覺（Illusory continuity of tones）是把一段音（不論其音高是否上升、下升或不變）以短暫的雜音打斷，而讓聽者聽成連續音的一種錯覺。

### McGurk效應
McGurk效應（McGurk effect）是語音知覺上的一種幻覺。Harry McGurk和John MacDonald在1976年指出這種聽覺與視覺的交互作用，能發生在一個音位看起來和聽起來不協調的情形。例如當受測者看到音位/ga/，再聽到/ba/時，常把後者聽成/da/。

### 八度音錯覺
Diana Deutsch在1973年發現八度音錯覺（octave illusion）。她只用兩個相隔八度的音做成兩段旋律：一段從高音開始接低音，再從頭反覆；另一段相反，從低到高，再從頭反覆。兩段旋律以等強度的正弦波，分別輸入受測者的兩耳（以耳機或其他等效的形式）。高低音的切換，每秒4次。切換時強度不變。結果，大部分的受測者都聽到一個單音在兩耳間交替。交替的頻率與高低音的切換時間一致。大部分慣用右手的人聽到，高音在右、低音在左。即使把耳機左右交換也不會改變。也就是說，原本右耳聽到的那個音，仍然在右耳；原本左耳聽到的音，仍然在左耳。

### 幽靈鈴聲
幽靈鈴聲（Phantom rings）也是一種錯覺。人們常誤以為聽到電話（含行動電話）響了，尤其在洗澡或看電視的時候。可能是因為人耳對1,000－6,000赫茲的音頻特別敏感，而一般行動電話的鈴聲也常落在這個頻段，因此人耳較易受其他雜音誤導。

### 謝潑德音調錯覺

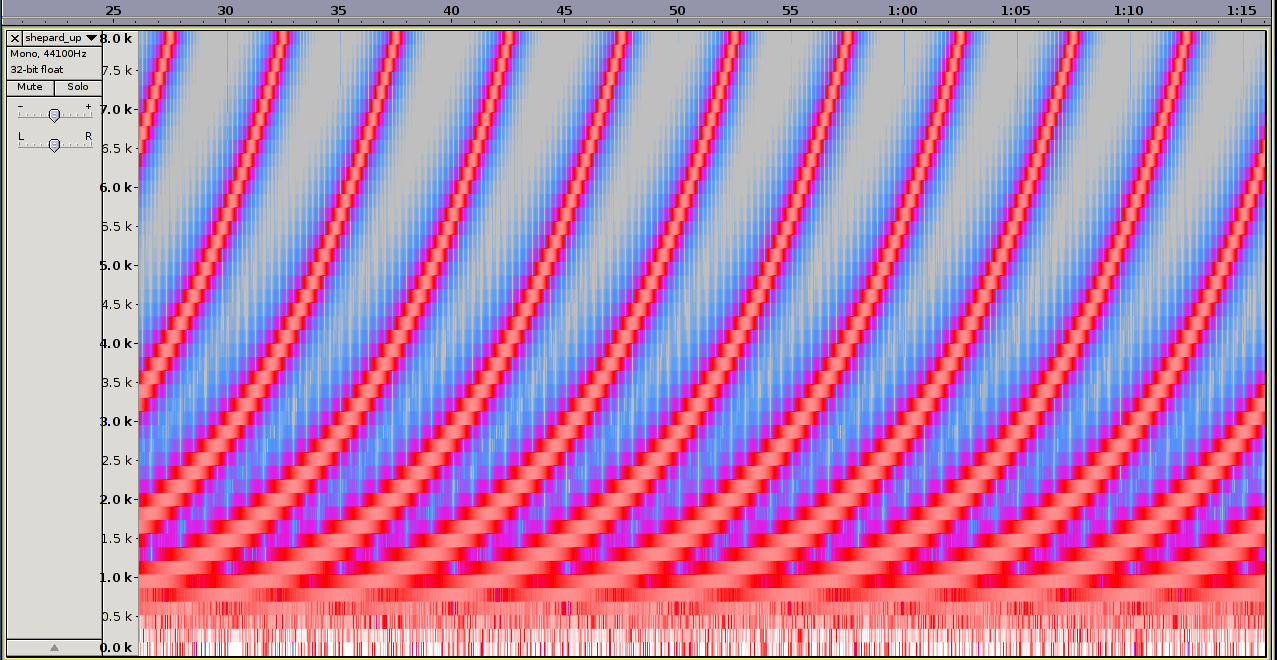
谢泼德音调的頻譜。

谢泼德音调由罗格·谢泼德所提出，可呈現一個由正弦波所疊加而成的八度音。把這個八度音中，低的那個音高隨時間抬高，直到高八度所組成一個音階，稱為謝潑德音階。不論謝潑德音階上升或下降，只要它一再反覆播放，受測者常能聽到音階似無止盡的上升或下降。圖中粉紅色曲線為謝潑德音的頻譜。橫軸表示時間；縱軸表示頻率。由於任何時刻，謝潑德音階的基頻都有高八度以上的泛音列，所以當曲線隨著時間向上的時候，總是能接上重複出現的謝潑德音階的泛音列，聽起來好像音階持續不斷的上升。

## 延伸閱讀
- Diana Deutsch (2010), Hearing music in ensembles. Phys. Today, v. 63, no. 2, 40-45.
- 聽語科學的線上實驗、測量、及儀器 （页面存档备份，存于）